# Mayoruna
Los mayorunas (también conocidos como matsés o matís) son un pueblo indígena de Brasil y Perú.

## Nombres étnicos del grupo
En las fuentes antiguas aparecen citados como mayoruna, término del que se encuentran múltiples variantes como maxuruna, majuruna, mayuzuna, mayirona, mazirona, mashoruna, mashobuna o mangeroma. Matsés significa “gente del río”, paradójicamente los mayorunas habitan actualmente regiones interfluviales. Debe tenerse en cuenta, sin embargo, que los antepasados de los actuales mayorunas fueron encontrados por los cronistas a las orillas del Amazonas, del Ucayali y sobre todo, del Huallaga, cerca de la desembocadura del río Mayo. Barclay sugiere que el nombre mayoruna podría tener una etimología mixta, medio endógena y medio quechua, ya que en mayu serviría para designar a los grupos vecinos.
Aparte de mayoruna, otro término empleado para designar los distintos grupos panos a principios del siglo XX en el Brasil fue marubo, con las variantes de maropa, marua, marobo e marahua. Al igual que el término mayo, marubo es probablemente un término utilizado por un grupo pano septentrional para referirse a sus vecinos. Las fuentes anteriores a la segunda mitad del siglo XX, permiten distinguir entre los panos septentrionales y los panos ribereños. Sin embargo, estas fuentes asocian la sección meridional de los mayorunas con otros pueblos geográficamente contiguos y de apariencia similar como los marubos, los capanahuas, los remos, los catukinas-panos y los payonahuas. Según Erikson, esto puede explicarse por el hecho que estos grupos se disputan un territorio prácticamente desconocido y por el parecido físico de los mayorunas con los remos y los capanahuas (claridad de la piel y decoración con tatuajes muy parecidos).
En la actualidad los descendientes de los mayorunas son asimilados a los matsés. Sin embargo, cabe decir que, si bien los antepasados de los matsés eran mayorunas, no necesariamente los antepasados de los mayorunas eran matsés. Matis es una variante de matsés. La autodenominación de los korubos también sería matsés, en tanto que la etiqueta korubo parece que les ha sido impuesta por los matis. 
Ante una terminología tan variada, hemos decidido seguir la propuesta de Erikson. Vamos a conservar el término Mayoruna para designar el conjunto compuesto por diversas agrupaciones autónomas pano septentrionales y vamos a reservar el término matsés para referirnos un grupo particular de mayorunas. En este artículo, los matsés van a ser considerados mayorunas, del mismo modo que otros grupos pano septentrionales, como los matis y los korubos.

## Situación geográfica

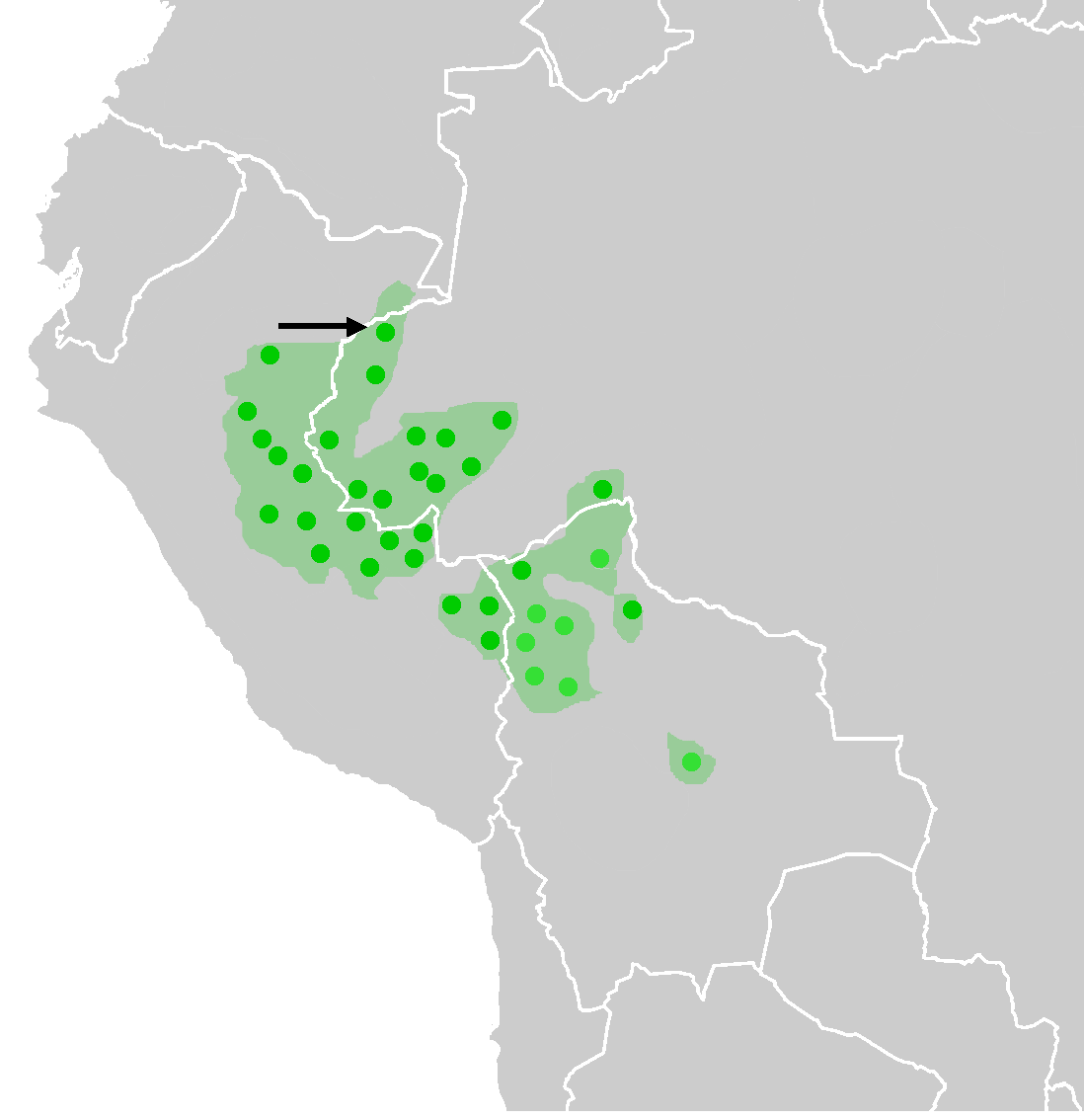

Los grupos mayorunas se encuentran en dos países: el Brasil y el Perú. Las tres etnias principales, matsés, matis y korubo se distribuyen por el territorio del siguiente modo. Los matsés que residen en el Perú, se concentran alrededor de la comunidad de Buenas Lomas. En el Brasil, también hay algunos núcleos de población en el alto y bajo Yavarí, alto Tapiche, río Blanco y los poblados ucayalinos de Requena y Jenaro Herrera. En Brasil se han localizado cinco comunidades a orillas del Yavarí y sus afluentes del margen derecho. Cabe señalar que existen grupos aislados en las cabeceras de las quebradas Hospital y Bata (afluentes del margen izquierda del Curuça) y Santana (afluente del margen derecho del Yavarí). Los matis que viven en el Brasil se localizan en dos poblados situados sobre la quebrada Boeiro (medio Ituí). Su presencia al este del Ituí se remonta a principios del siglo pasado. Actualmente han sido más o menos sedentarizados por la FUNAI (Fundación Nacional del Indio) cerca de las orillas del Ituí. Algunos matis están comenzando a establecerse sobre el margen izquierdo del mismo río. Finalmente, los korubos se sitúan entre el Ituí y el Itacoaí.
Existen otros grupos mayorunas, aunque en peligro de extinción, en otras zonas del Brasil y el Perú. Algunos grupos mayos, probablemente ya desaparecidos, se conocen gracias al testimonio de algunos supervivientes encontrados por los matsés. Se han podido localizar personas de estos grupos tanto en el Brasil como en el Perú. Los kulinas-panos, un grupo fusionado a inicios del siglo XX, se han localizado entre los marubos, aunque son originarios de las quebradas Pedro López y San Salvador.

## Situación demográfica
En la medida que buena parte de la población vive en grupos aislados, resulta difícil señalar con precisión su número. Sin embargo, se puede estimar un total de 2.000-3.000 personas. Los mayorunas presentan hoy en día una ínfima parte de lo que fueron en siglos anteriores, pero actualmente, se observa un prometedor crecimiento de la población. En efecto, una vez superado el choque epidemiológico producido por el contacto, la natalidad amerindia ha empezado a aumentar. Desgraciadamente, los korubos, por no disponer de asistencia médica y en un contexto persistente de agresión microbiana y física, no se han podido recuperarse demográficamente. Contrariamente, la recuperación de los matis y Matsés es notable. En el conjunto Mayoruna se observa un futuro demográfico prometedor, aunque dicho crecimiento nunca llegará a compensar las pérdidas continuas que han tenido lugar desde el siglo XVI.

## Breve historia
La mayoría de las referencias conservadas prácticamente no se refieren a los antepasados de los grupos que existen actualmente. Sin embargo, podemos reconstruir parcialmente la historia de estos pueblos gracias a esos documentos, puesto que el contexto histórico global de una región involucra a todos sus habitantes y porque lo que sucedió a algunos de estos pueblos afectó, de un modo u otro, a sus pueblos vecinos, por la intensa comunicación que existía entre ellos.
Si bien gracias a Lathrap y su escuela, el área pano es una de las mejor conocidas de las tierras bajas de América del Sur, no se conoce prácticamente nada acerca de la prehistoria mayoruna en particular. Los contactos mediatizados tuvieron lugar entre 1542 y 1652. Se considera esta época un punto de inflexión histórico por los trastornos demográficos y el empobrecimiento cultural ligado al despoblamiento, por un lado; y a los cambios políticos y reacomodos territoriales producto de la apertura de nuevos «mercados». No parece imposible que los primeros contactos entre españoles y Mayoruna hayan tenido lugar a partir del año 1560, cuando la expedición de Pedro de Ursúa acampó en la zona de Huallaga, donde un siglo después tuvieron lugar los primeros contactos reportados entre los mayorunas y los misioneros. Otra forma de contacto, aunque indirecto, con los españoles tuvo lugar a través de los instrumentos de metal que intercambiaban a orillas del Huallaga desde la primera mitad del siglo XVII. Se ignoran las repercusiones exactas de tales intercambios sobre el sistema político y económico de los mayorunas.
La primera misión fue establecida por el P. Raymundo de Santa Cruz en 1654 y dio lugar a la fundación de una reducción sobre el margen derecho del río Huallaga. La misión existía todavía en 1686, pero se abandonó poco después por una fuerte epidemia de rubéola. Solo una pequeña parte de la población del conjunto Mayoruna fue reducida en misiones. En 1723 algunos mayorunas se sumaron a los Yameo, Cocama, Cocamilla y Yurimagua en San Joaquín de los Omaguas y crearon su propio «barrio», San Fernando de los mayorunas, ligeramente apartado. En 1762, el P. Uriarte fundó un nuevo pueblo de misión, Nuestra Señora del Carmen, cuya población era mayoritariamente mayoruna, pero en 1769, después de la expulsión de los jesuitas por orden de la Corona de España, solo quedaron en el pueblo un centenar de almas. Según Erikson, no debemos desestimar la importancia de las misiones sobre el pueblo de los mayorunas, puesto que los grupos atraídos por las misiones no rompían sus vínculos con sus parientes, sino que iban y venían de las misiones. Este hecho explica, en cierta manera, que las enfermedades circularan rápidamente de un lado para otro. Es probable que después de la expulsión de los jesuitas, muchos mayorunas regresaran con su gente y abandonaran las misiones. Sin embargo, se sabe que algunos decidieron quedarse.
Los mayorunas se mantuvieron en aislamiento relativo durante todo el siglo XIX por las dificultades que presentaba la navegación del Ucayali y el Yavarí. La extensión de territorio controlado por los mayorunas durante este período es impresionante. Aunque han pasado a la historia como grandes militares, no debemos imaginar que vivieron en aislamiento absoluto por la defensa vigorosa del propio territorio. Como otros grupos, los mayorunas sufrieron algunos ataques, especialmente por parte de algunos pobladores indígenas del Ucayali. La era de la supremacía militar de los mayorunas llegó a su fin con el bum cauchero, puesto que, a partir de este momento, los mayorunas dejaron de controlar el Yavarí y no fue hasta finales de la Segunda Guerra Mundial cuando consiguieron plantar cara de nuevo a los blancos y luchar por sus territorios.
Durante el último cuarto del siglo XIX, los blancos invadieron la región en busca de caucho y acabaron con la resistencia Mayoruna. Los mayorunas fueron menos afectados por el bum cauchero que otros pueblos, pero fueron igualmente víctimas del proceso, puesto que vivían en el corazón de la zona más explotada. A principios del siglo XX, los indígenas de la cuenca del Yavarí volvieron a beneficiarse de un período de aislamiento relativo. La presión occidental se debilitó y los mayorunas consiguieron rechazar nuevas invasiones. Sin embargo, poco a poco los proyectos de construcción de carreteras y prospecciones petroleras empezaron a introducirse entre los mayorunas. Con estos proyectos se dio paso a la era de la “pacificación”.

## Situación actual
Aunque todavía existen grupos mayoruna aislados, la mayoría mantienen contacto permanente con la sociedad nacional. Actualmente prácticamente todos los mayorunas sufren algún tipo de dominación por parte de los blancos. Los primeros contactos tuvieron lugar hace siglos y desde entonces muchos mestizos han vivido y trabajado con los mayorunas. Este es el caso de muchos grupos mayoruna del Brasil, considerados oficialmente como arredios. La consolidación del contacto se puede fechar en 1969 en el caso Matsés y en 1979 en el caso Matis. Según Erikson no debe dramatizarse la situación, puesto que los mayorunas todavía conservan su lengua y la mayor parte de sus tradiciones. No son castigados por ninguna de las plagas asociadas a occidente como el alcoholismo, la malnutrición, la guerrilla, la tuberculosis, etc. La realidad cotidiana de los mayorunas está íntimamente relacionada con dos organismos burocráticos: el Instituto Lingüística de Verano (ILV) en el Perú y la FUNAI en el Brasil. Después de haber sufrido diversos episodios de presión militar por parte de los blancos, los matsés aceptaron la presencia del ILV y de la FUNAI rápidamente.
La llegada de los misioneros influyó el curso de la historia matsés. Una de las principales consecuencias del contacto fue la sedentarización excesiva, en Chobayacu se concentró un volumen de población poco compatible con el modo tradicional de explotación del suelo y, en consecuencia, el ILV tuvo que impulsar algunos programas para paliar tal situación. Sin embargo, ninguno de ellos resultó ser la solución. Los matsés recurrieron, entonces, a la doble residencia, de este modo, alternaban su estadía en Chobayacu con estadías en refugios periféricos. Esta solución funcionó durante diez años. Después, los matsés más jóvenes decidieron establecerse en zonas ribereñas. A resultas de tal iniciativa, tuvo lugar una nueva redistribución de la población en cuatro grupos que cada vez tienden más a la endogamia.
La actividad del ILV en el Perú ha dado lugar a opiniones muy divergentes. Algunos han alabado la catequización de los indígenas por parte de esta organización; y otros, por el contrario, critican los efectos perversos de la sedentarización y hasta llegan a reprochar a los misioneros haber encubierto los intereses de los caucheros y petroleros de la región. La FUNAI empezó a trabajar en la cuenca del Yavarí en 1971, después de la consolidación del contacto con los matsés en Perú. En este momento se le asignó a la Audancia do Alto Solimoes (AJUSOL) la tarea de atraer a los indígenas de la región y de presentarles asistencia. De todos los grupos mayoruna, solo los matsés y los matis tienen funcionarios viviendo en sus poblados.
Erikson, en el año 1994, afirmaba que el rol de la FUNAI era esencialmente aportar asistencia médica de emergencias y asegurar un papel de intermediario honesto en las relaciones comerciales con la sociedad nacional. Aunque la razón de ser de la FUNAI es la protección de los pueblos indígenas, cabe decir que, a veces, sus acciones también tienen consecuencias nefastas para estos pueblos. Por ejemplo, la llamada “pacificación” de los matis que tuvo lugar entre 1976 y 1978 que se ha revelado terriblemente mortífera. Según Erikson, la FUNAI se ha interesado por este grupo en vistas de las prospecciones petroleras y en previsión de la construcción de una carretera que atravesará el territorio. A raíz de este hecho, los matis quedaron totalmente desmoralizados, perdieron parte de su población y con ella también gran parte de sus tradiciones. Después de un tiempo, los matis han empezado a recuperar la confianza en sí mismos, cosa que queda testimoniada en la recuperación de los rituales de tatuaje.
Erikson afirmaba que la situación de los matis era bastante buena, puesto que sus tierras, a diferencia de las de los matsés brasileños, estaban poco amenazadas por intentos de invasión. Los matis se encuentran poco expuestos al contagio, ya que, aparte del personal de la FUNAI, no tienen contactos con foráneos a excepción de los Marubo. Las prácticas de autosuficiencia todavía se mantienen. El acceso a bienes manufacturados, en un primer momento asegurados por la FUNAI, depende actualmente del trueque de la artesanía y de la venta de madera, actividades patrocinadas por la FUNAI. Lamentablemente la artesanía Matis sufre los efectos de la intensificación de la producción y que su venta masiva debilite sus propias redes de intercambio. Por otro lado, según Erikson, resulta positivo que todos los hombres matis hayan emprendido en común la comercialización de la madera, ya que, de este modo, los jóvenes se quedan en el poblado para trabajar como madereros.
El Movimiento Amazónico para Tribus Subsistentes y Economías Sostenibles - MATSES fue formado por los profesores de los mayorunas para prevenir la explotación de su gente y su territorio. Requieren mejor atención médica para afrontar epidemias, especialmente de malaria y hepatitis. 
El 27 de agosto de 2009 se oficializa el establecimiento de la Reserva Nacional Matsés en la provincia de Requena, departamento de Loreto.

## Organización social
Se agrupan en linajes patrilineales y patrilocales, con una terminología de parentesco de tipo Kariera, su sociedad se divide en consanguíneos y aliados, que realizan un intercambio simétrico de mujeres al interior de las mismas generaciones. Acostumbran la poligamia.

## Sistema económico
Los mayoruna practican, principalmente, la agricultura itinerante (cultivan básicamente yuca, plátano, maíz, frijol, ñame, batata, pituca, piña, papaya, caña de azúcar y cocona) y la caza. Además de la pesca y la recolección de frutos silvestres.
La práctica de la agricultura se materializa en las chacras, situadas en la periferia de las viviendas, en los terrenos de altura. Las chacras secundarias, de menor tamaño, se encuentran en distintos puntos estratégicos para facilitar los desplazamientos ocasionales por el bosque, especialmente, en los momentos de caza. En las chacras principales se cultivan los productos de uso cotidiano durante el tiempo que un grupo vive en un determinado lugar. La mayoría de carbohidratos provienen de los plátanos y la yuca dulce. El pijuayo y el maíz completan la dieta. El maíz, además, tiene un rol ritual fundamental entre los mayorunas. Erikson (1994) se detiene en explicar el caso de los matsés. Estos distinguen tres tipos básicos de suelos cultivables: ushu (blanco), piu (rojo) y chësë (negro) en orden de fertilidad ascendente. Los colores asignados a cada suelo tienen importancia conceptual y simbólica en la medida que para los mayorunas el blanco significa inmadurez, el rojo estado transitorio y el negro sabiduría. El trabajo se distribuye en cuatro etapas: limpieza, la tumba, la quema y la siembra. Es en la última fase en que aparecen las mujeres. Cada parcela familiar es sembrada por sus miembros. La distribución sexual de las tareas no es estricta, pero puede observarse que los hombres se encargan de sembrar los cultivos bata (dulces) como el plátano y la papaya, mientras que las mujeres menopáusicas de dedican a la siembra del algodón. El maíz y el pijuayo se siembran únicamente con fines rituales.
La caza con arco, que se practica usando cerbatana o escobeta, es sin duda la actividad masculina con más valor, puesto que de ella deriva mayormente el prestigio que se asigna a un hombre. Las mujeres participan de la caza como ayudantes, se ocupan de otear la caza y acarrear las presas. La caza es una actividad crucial para los mayorunas y tal hecho queda constatado por las muchas prohibiciones que existen para favorecer el éxito de la caza. Los animales más cazados por los matis son el pecarí de collar, el pecarí barbiblanco, la danta, el oso perezoso y varias especies de mono. Hay que tener en cuenta que, además de carne, la caza les permite obtener otros elementos para usos diversos. Por ejemplo, los huesos de pecarí son utilizados por los matis para fabricar agujas y las excrecencias cartilaginosas de la garganta del mono coto son utilizadas por las mujeres como estuches. Una de las consecuencias más importantes de la progresiva sedentarización de los matis y los matsés es la necesidad de cazar en zonas cada vez más alejadas de las viviendas principales. En estos casos, no es únicamente el hombre quien se adentra en el bosque, sino toda la familia. Para estos casos, se construyen viviendas provisionales. Tal gestión del territorio no solo permite ventajas económicas y ecológicas, sino también ventajas sociales y políticas. En efecto, resulta ser una enorme ayuda para romper la monotonía de la vida en comunidad y una válvula de escape muy apreciada.

## Cosmología y sistema de creencias
Consideran que hay unidad entre el mundo espiritual y el físico y así los espíritus de los animales se encuentran en todas las cosas. Creen que todas las plantas contienen espíritus animales específicos. Al usar las plantas medicinales, el chamán y su paciente hablan al espíritu animal que habita esa planta particular, solicitando la curación o protección. Aplican las medicinas externamente al cuerpo, ingiriéndolas rara vez. Un ritual común incluye el uso de una toxina derivada de la secreción cutánea de la rana Phyllomedusa bicolor llamada dow kiet.

### Cosmología
Se tiene poca información sobre las creencias de los mayorunas sobre el más allá y el mundo de los espíritus. Su cosmología, según Erikson, consiste en una versión simplificada de la de otros pueblos pano. Mientras los Marubo creen que el mundo está formado por 12 pisos planos superpuestos por encima del nuestro y por el mismo número de pisos subterráneos; los matis reconocen únicamente tres niveles (el que pisamos, el del cielo y el subterráneo). Del mismo modo, los Yaminahua conciben el cuerpo humano como constituido por una multiplicidad de almas y los mayorunas solo hablan de un alma (tsusi, significa “sombra” y “viejo”). Los matsés, por su lado, también utilizan el término tsusi, pero para referirse a aquello que emana del cuerpo después de la muerte prefieren utilizar la palabra porobitsi (“piel de miembro”).
Entre los mayorunas los espíritus tienen la capacidad de servir de intermediarios entre sus parientes y el mundo que existe después de la muerte. El fenómeno conocido como “amnesia genealógica” parece no ser tan presente entre los mayorunas como en otros pueblos. En efecto, los mayorunas visitan frecuentemente las purmas donde están enterrados sus parientes. Erikson relaciona la debilidad de la amnesia genealógica entre los mayorunas con la valorización de los ancianos y el hecho que los difuntos sean designados, en ocasiones, con el término darasibo (“mayor”). En cierto modo, esto nos permitiría concluir que los ancianos se benefician del estatus de los muertos en vida. La importancia que se otorga a los ancianos queda reforzada por las funciones rituales y algunas tareas artesanales, físicamente sencillas pero altamente valorizadas, que se reservan a este colectivo.

### Chamanismo
Los matis ubican la muerte de su último chamán antes de su primer contacto con la FUNAI. Por este motivo, el ají, el tabaco y las drogas cultivadas han desaparecido de sus huertos. El chamanismo pano está asociado con el amargor (muka). En efecto, en muchas lenguas pano se utiliza la expresión huno mukaya (hombre provisto de muka) para referirse al chamán. La medicina tradicional Matis parece haber desaparecido en beneficio de la medicina occidental administrada por la FUNAI. En el caso de los matsés el chamanismo está más vivo que entre los matis. 
Según Erikson, el chamanismo mayoruna se distingue por su carácter difuso y transmisible. En primer lugar, difuso porque está distribuido entre todos, el especialista se distingue por la cantidad y no por la naturaleza de sus poderes. En segundo lugar, transmisible en la medida que la sustancia (sho) que confiere el poder para curar, herir o matar puede materializarse bajo distintas formas (dientes, ajíes…). El principio energético del chamanismo mayoruna circula de manera general y jerarquizada en la sociedad: de los mayores a los menores, de los adultos a los niños, de los hombres a las mujeres, de los hombres a los perros e incluso de los muertos a los vivos. Las modalidades de la circulación de energía son muchas, algunas están asociadas a prácticas comunes como la alimentación o la sexualidad, y otras a rituales específicos para llevar a cabo tal transmisión (entre los matsés: absorción de tabaco pulverizado por la nariz y por la inyección subcutánea del veneno batracio kampo -no identificado-). La característica une estas prácticas y otras es el hecho que las sustancias son introducidas por personas con prestigio y la noción de amargor.

### Mitología
No existe ningún estudio sistemático sobre la mitología mayoruna. Sin embargo, Wistrand (ms.) basándose en los estudios de algunos lingüistas enumera los siguientes temas: persecución de la cabeza que rueda por sí misma, diluvio, Orfeo, alzamiento del cielo, las plantas y arbustos que empiezan a crecer, origen de la forma y de los colores de los pájaros y animales después de matar al Irakocha. 
A pesar de que exista esta mención a Irakocha, cabe señalar que la mitología mayoruna se caracteriza por la ausencia de los Incas en sus mitos a diferencia de la presencia de éstos en los mitos de otros pueblos pano. Uno de los mitos matsés más frecuentes atribuye el origen de la agricultura a un regalo del Paujil (Wësnid), lo cual puso fin a la época en que los humanos comían arcilla y ésta era cocida al sol porque todavía no se conocía el fuego. Este mito también es común entre los matis y los Marubo. Entre los matsés todos los principales productos cultivados (yuca, plátano, maíz, chonta, huaca) parecen haber sido entregados por Wësnid, mientras que los matis relacionan el origen de los plátanos con un episodio distinto reminiscente de un mito cashinahua. A pesar de la incorporación masiva de cautivos, la mitología mayoruna no ha sido influida ni por el corpus de otras familias lingüísticas ni por el tema del Inca que se encuentra entre sus vecinos. Por el resto de aspectos, las diferencias entre mitologías pano son mínimas.

### Rituales
Lo esencial de la vida ceremonial mayoruna se centra alrededor de los rituales de “formación de la persona” que se caracterizan por la trasmisión de ornamentos y la imposición de tatuajes. Cada persona se somete a los tatuajes y perforaciones de la cara varias veces a lo largo de su vida, se trata, pues, de un proceso continuo y poco formal; el lapso a lo largo del cual los adolescentes son tatuados presenta las características de un rito de pasaje.
Como en otros pueblos pano, los rituales de iniciación de los mayorunas tienen lugar durante la estación de las lluvias y la cosecha del maíz, momentos que se relacionan con la llegada de los espíritus telúricos que vienen a maltratar a los jóvenes para su mayor bienestar. Los matis encarnan estos espíritus, a los que llaman mariwin, con máscaras de arcilla, los matsés, en cambio, se sirven de una vestimenta-máscara hecha de corteza de un árbol llamado komo únicamente manejable durante la estación lluviosa para representar los espíritus, denominados por este grupo kwënkido o noshman. Aunque entre los matis y los matsés existen otros espíritus, los más importantes son los mariwin y los noshman respectivamente. En el ritual Matis se hace evidente la metáfora agrícola, cuya interpretación, según Erikson podría relacionarse con una tentativa de conjunción de complementarios: los primeros iniciados son el maíz (primer producto cosechado en una nueva chacra) y los espíritus ancestrales iniciadores son el pijuayo (último producto cosechado en un purma). Existe una similitud estructural entre el maíz y el los iniciados, pues que ambos prometen un crecimiento y un amargamiento rápido: la planta a partir de su fermentación y transformación en chicha; y los jóvenes a partir del tatuaje, que es considerado como una inyección de sho.
La versión matsés del ritual dura varias semanas y consiste en un intercambio generalizado de alimentos entre los sexos y en una sucesión de mascaradas a lo largo de las cuales cada hombre se convierte en un simétrico del mundo subterráneo al ponerse un traje de komo. Se dice que mientras los kwëdenkido visitan los humanos, los hombres van a las malocas subterráneas. Las mujeres no pueden asistir a los preparativos ni mirar a los espíritus cuando llegan a la casa. Una vez en la maloca, los espíritus cantan cada uno por su lado golpeando, en ocasiones, a las mujeres con un mazo sobre todo si se niega a cantar junto con el espíritu de sus parientes cercanos y los de su marido en caso de que no les den rápidamente de comer o se queden dormidas. El punto culminante del ritual es el momento en que todos los espíritus aparecen al mismo tiempo para hacer revivir a los niños y algunos hombres que se hacen los muertos.
Si bien el ritual de iniciación es el más importante, existen otros rituales importantes, especialmente asociados a la guerra, en los cuales los personajes que intervienen también aparecen disfrazados. Para acabar con este capítulo dedicado a los rituales, vamos a referirnos muy sintéticamente a los ritos funerarios, puesto que fueron los que más impresionaron a los primeros observadores por implicar un episodio de endocanibalismo. Actualmente, tanto los matis como los matsés entierran sus muertos y sus ritos funerarios se basan en llantos cantados que se acaban con el silencio después de algunas horas o días, depende del prestigio del difunto. En un pasado no muy lejano, estos cantos estaban acompañados de una cremación. Las cenizas resultantes eran recogidas e ingeridas por los parientes cercanos del difunto.

## Ornamentos faciales
El contacto con los occidentales perturbó la relación de los matis con sus ornamentos. En consecuencia, muchos de éstos cayeron en desuso y otros nuevos elementos fueron incorporados. Actualmente el uso de adornos está desapareciendo entre los matis, aunque los matis recuerdan perfectamente la secuencia de los ornamentos. Se explica brevemente a continuación. 
Entre los 4-5 años los niños matis sufren la primera perforación en el lóbulo de la oreja. Se les introduce un palillo conocido como el primer paut que, con el pasar de los años, aumenta de dimensión. Una vez que el diámetro ha alcanzado el tamaño de un dedo se introduce un cilindro o un disco llamado tawa. Tal adorno tiene más o menos 5 cm de diámetro para las mujeres y casi el doble para los hombres. La segunda etapa tiene lugar a los 8 años, momento en que se perforan los lados de la nariz para introducir los primeros demush (finas agujas negras hechas de las fibras de la palmera isan). A medida que pasan los años, el número de los demush aumenta hasta el punto de cubrir casi totalmente la nariz. La tercera etapa consiste en la obertura del septo nasal para introducir el pendiente nasal, llamado detashkete. Esta etapa, únicamente en el caso de los hombres, se dilate en el tiempo y concluye con la introducción de un detashkete más sofisticado. 
Posteriormente, ya en plena pubertad, llega el momento de abrir el labio inferior. En la época de las primeras relaciones sexuales, las mujeres empiezan a usar el kwiot, un adorno labial hecho de madera clara. Los hombres, en cambio, se ponen un ornamento en el labio superior. Unos años después la introducción del kwiot, vienen los primeros musha (tatuajes). Lo primero que se hace es dibujar dos líneas sobre las sienes, mientras que las mejillas son dibujadas en el momento ritual, que constituye el momento más importante de la vida ceremonial Matis. Durante el rito, chicos y chicas serán tatuados simultáneamente e idénticamente. Una vez llegados a la edad adulta, es decir entre los 16 y los 20 años, los hombres se perforan la cara, concretamente el área que separa la maxila y las mejillas e introducen los mananukit (lo que emerge), unos palillos de madera negra bastante largos. Durante la segunda ceremonia del tatuaje, cada joven es tatuado primero en su mejilla izquierda u luego en la derecha con unas líneas paralelas, de seis a ocho. El número de líneas para cada mejilla no es mismo. Los matis insisten en la diferencia que hay entre la primera y la segunda operación, puesto que la primera es mucho más dolorosa que la segunda.
Esta adquisición gradual de los adornos está en directa conexión con las etapas de la maduración individual, según un orden que resulta preestablecido. A la base de esta concepción, hay una visión muy lineal de la existencia, basada en una sucesión de etapas ya ordenadas que llevan el individuo hacia una evolución progresiva que lo conduce hasta una vejez altamente idealizada. Este enorme respeto por la sucesión de las etapas esconde en sí mismo un principio que se intenta difundir y enseñar a todos los miembros de la comunidad, el hecho de que cada cosa vendrá a su tiempo. Este discurso se refiere tanto en la introducción por ejemplo de los alimentos en la dieta Matis, como a la adquisición de técnicas y conocimientos.

## Lengua y familia lingüística
La lengua de los mayorunas es pertenece a la familia pano, siendo la segunda lenguas más hablada de dicha familia y la situada más norte (justo al sur de la frontera con Colombia). Dentro de la lengua familia la lengua Matsés probablemente forma un subgrupo diferente de los otros subgrupos (Yaminawa, Chacobo y Capanawa).
La familia pano debe su nombre a uno de sus componentes, actualmente desaparecido, la rama de los Shetebo del bajo Ucayali. Según Erikson, se puede considerar a los pano como una de las cuatro principales cepas lingüísticas de la selva tropical amazónica, al lado del tupí, el Caribe y el arawak. La característica fundamental que distingue a los pano del resto es su uniformidad lingüística, territorial y cultural. Tal constatación resulta sorprendente si se tienen en cuenta la vasta extensión de terreno que ocupan los pano. En efecto, se trata de un área casi ininterrumpida que ocupa toda la región limítrofe entre el Brasil y el Perú.
Los mayorunas, en su día a día, suelen utilizar la propia lengua. Sin embargo, casi todos los hombres entre los 17 y 35 años son capaces de hablar un poco de portugués, lo cual hace posible que puedan llevar a cabo sus transacciones comerciales cuando van a las ciudades. Algunas mujeres, aunque menos que hombres, también logan comunicarse en portugués. Además, los matis gran parte de los hombres y mujeres son capaces de hablar y entender la lengua hablada por los Marubo, que también pertenecen a la familia pano.

## Relaciones interétnicas
En este apartado no vamos a centrarnos en las relaciones que mantienen los mayorunas con el resto de grupos étnicos de su alrededor, sino que vamos a fijarnos únicamente en las relaciones que mantienen los distintos grupos incluidos genéricamente bajo el nombre Mayoruna. En efecto, nos parece imprescindible abordar este aspecto en el caso Mayoruna, ya que dentro de este término confluyen distintos grupos. 
Estudios como los de Zarzar nos incitan a desconfiar de la idea según la cual los diferentes componentes de la misma familia etnolingüística compartirían por definición una cultura común. Confrontados los problemas de demarcación de tierras, de invasión de los territorios, de asistencia sanitaria o de educación, cada agrupación debe encarar una situación particular y debe, evidentemente, ser considerada de manera independiente. Partiendo de esta idea, se impone un acercamiento comparativo y sintético en razón de las notables similitudes que se perfilan tras la diversidad para poder presentar una visión de conjunto del sistema de valores, creencias y principios organizativos de los mayorunas, y para comprender su historia y raíces comunes. Desde el punto de vista cultural, cada uno de los segmentos mayorunas representa una variante de un modelo general, y en términos lingüísticos, la homogeneidad de estos grupos es todavía superior. Testimonio de estas relaciones entre grupos mayorunas es el hecho que los antecesores de los actuales mayorunas conformaban vastas redes de alianza matrimonial e intercambio material y político.
La noción genérica de Mayoruna, analíticamente útil para este trabajo, se funda sobre una base empírica sólida. Partir del fraccionamiento social y particularismos locales, según Erikson, no sería adecuado, ya que se estaría dando demasiada importancia a necesidad occidental de catalogar los grupos y traicionando, en consecuencia, la concepción indígena según la cual existe un sentimiento de pertenencia común entre los pueblos pano septentrionales.